# John W. Firor
John William Firor (Athens, 18 ottobre 1927 – Pullman, 5 novembre 2007) è stato un fisico statunitense.

## Biografia
Firor frequentò le scuole secondarie superiori a Denver e dopo il diploma si iscrisse in ingegneria al Georgia Institute of Technology, ma dovette interrompere gli studi perché chiamato alle armi in occasione della seconda guerra mondiale. Inquadrato nell'Esercito degli Stati Uniti d'America, fu assegnato al Los Alamos National Laboratory e sviluppò interessi per la fisica. Finita la guerra e smobilitato dall’esercito, tornò all’università cambiando indirizzo di studi e si laureò in fisica nel 1949. Perfezionò poi i suoi studi all'Università di Chicago, dove conseguì il Ph.D in fisica nel 1954 con una tesi sui raggi cosmici. Dopo il dottorato lavorò per otto anni al Department of Terrestrial Magnetism del Carnegie Institution for Science, interessandosi soprattutto di radioastronomia e fisica solare. Nel 1962 passò al NCAR e divenne direttore dell'Osservatorio delle alte altitudinil (HAO), una delle strutture scientifiche dell'organizzazione; inoltre fu nominato professore aggiunto di astrofisica all'Università del Colorado. Nel 1968 divenne direttore del NCAR, incarico che ricoprì fino al 1974. In quell'anno, in seguito ad una ristrutturazione del NCAR fu nominato un nuovo direttore dell'organizzazione, Francis Bretherton, e Firor divenne direttore esecutivo sotto Bretherton. Nel 1981 Firor assunse la direzione dell'Advanced Study Program (ASP) del NCAR, incarico che ricoprì fino al suo pensionamento avvenuto nel 1996. Successivamente ha continuato a svolgere attività scientifica presso il NCAR come membro del gruppo Enviromental and Societal Impacts, ritirandosi completamente dalle attività nel 2005. Firor ha scritto numerosi articoli e ha pubblicato tre libri, di cui due come autore o coautore e uno come consulente editoriale. Rimasto vedovo della prima moglie nel 1979, Firor si è risposato ed è rimasto nuovamente vedovo nel 2004. Ha avuto quattro figli.

## Ricerche
Firor ha condotto ricerche sui raggi cosmici, sulle sorgenti radio nell'universo, sull'atmosfera del Sole e le eruzioni solari, sul geomagnetismo, sulla fisica dell'atmosfera e sull'oceanografia. Ha anche partecipato a spedizioni dell'HAO per osservare le eclissi solari in Nuova Guinea, Brasile e Kenya. Già dagli anni settanta ha cominciato ad interessarsi di questioni ambientali e ha approfondito questi suoi interessi a partire dagli anni ottanta, quando ha assunto la direzione del programma ASP del NCAR. Nel corso della sua attività, Firor ha riscontrato nell'atmosfera quantità crescenti di anidride carbonica, che ha collegato all'aumento del riscaldamento globale. Non riteneva tuttavia preoccupante l'aumento delle temperature in sé ma la rapidità del cambiamento climatico, che avrebbe messo in crisi la capacità di adattamento degli organismi viventi. Firor si è interessato alle interazioni fra scienza e società ed è divenuto un esperto di questioni di politiche pubbliche legate all'ambiente. È stato uno dei primi scienziati a rendersi portavoce dei pericoli del cambiamento climatico indotto dalle attività umane, testimoniando davanti ai comitati del Congresso degli Stati Uniti d'America e rivolgendosi a un'ampia varietà di pubblico, svolgendo attività divulgativa sull'argomento.

## Libri pubblicati

### Come autore o coautore
- John W. Firor, Changing Atmosphere, Yale University Press, 1990
- Judith E. Jacobsen and John W. Firor, Crowded Greenhouse: Population, Climate Change, and Creating a Sustainable World, Yale University Press. 2002

### Come consulente editoriale
- Judith E. Jacobsen and John W. Firor, Human Impact on the Enviroment: Ancient Roots, Current Challenges, Westview Press Inc, 1992